# Zygosepalum lindeniae
Zygosepalum lindeniae là một loài thực vật có hoa trong họ Lan. Loài này được (Rolfe) Garay & Dunst. miêu tả khoa học đầu tiên năm 1965.